# Patronbälte

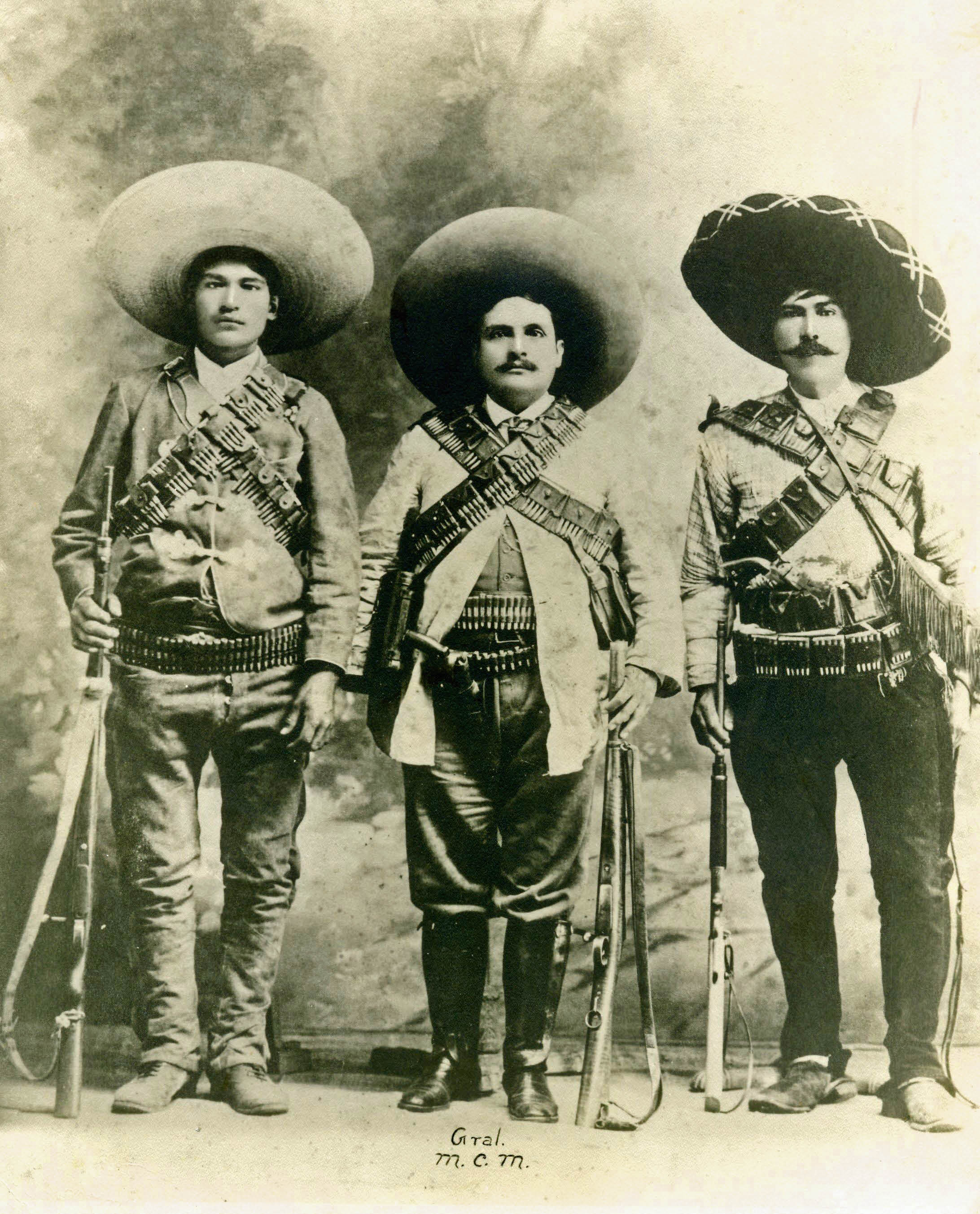
Olika patronbälten

Patronbälte är ett bälte/skärp med en rad fickor avsedda för förvaring av enhetspatroner. I stället för fickor används även elastiska bandöglor i vilka patronerna sticks in.